# فرودگاه مانگوئین هوس
فرودگاه مانگوئین هوس (به انگلیسی: Manguinhos Airport) (به زبان بومی: Aeroporto de Manguinhos) یک فرودگاه همگانی و نظامی مسافربری است . این فرودگاه در شهر ریو دوژانیرو کشور برزیل قرار دارد .